# Til I Forget About You
Til I Forget About You è il singolo di debutto della boyband statunitense Big Time Rush, pubblicato il 21 settembre 2010 come primo estratto dal primo album in studio B.T.R..

## Video musicale
Un videoclip ufficiale è stato pubblicato il 30 settembre 2010 sul canale YouTube della band.
Il video inizia con il quartetto che suona all'interno del loro tour bus quando all'improvviso Kendall riceve un messaggio di testo dalla sua ragazza che dice "è finita". Quando arrivano al loro locale successivo scoprono che in realtà è un country club,  Carlos trova un pulsante sulla sua videocamera che dice: ROCK OUT, dopo averlo toccato la videocamera cambia l'aspetto delle persone e delle cose e le fa rockeggiare, ed è allora che inizia la sequenza musicale. Il video termina con un concerto al chiuso che il gruppo tiene in una delle stanze del country club. Secondo Kendall Schmidt, il gruppo ha affittato una villa per girare il video.

## Tracce
Testi di Claude Kelly, Sam Hollander, Dave Katz, musiche di Sam Hollander, Dave Katz.
1. Til I Forget About You – 3:58